# 切里布蘭奇 (北卡羅萊納州)
切里布蘭奇（英語：Cherry Branch）是位於美國北卡羅萊納州克雷文縣的普查規定居民點。

## 人口
根據2020年美國人口普查的數據，切里布蘭奇的面積為4.29平方千米，當中陸地面積為2.97平方千米，而水域面積為1.32平方千米。當地共有人口1211人，而人口密度為每平方千米282.28人。